# أنشطة وكالة المخابرات المركزية في الهند
فيما يلي قائمة بأنشطة وكالة المخابرات المركزية في الهند.

## الخمسينيات
في عام 1955، تم قصف طائرة هندية مستأجرة، أميرة كشمير.هناك أدلة قوية على أن الكومينتانغ ربما يكون قد زرع القنبلة، في محاولة لاغتيال تشوإن لاي، الذي كان متوقعًا عليها.تورط وكالة المخابرات المركزية أقل وضوحًا، على الرغم من وجود بعض الادعاءات العامة.
في اجتماع عام 1971 وجهاً لوجه في قاعة الشعب الكبرى في بكين، سأل تشو مباشرة هنري كيسنجر عن تورط الولايات المتحدة، والذي تضمن رده جملة «كما أخبرت رئيس الوزراء في المرة الأخيرة، لقد بالغ بشكل كبير في تقدير كفاءة وكالة المخابرات المركزية». نفى كيسنجر أي سياسة أمريكية لقتله، وناقش الاثنان موضوع وكالة المخابرات المركزية بشكل مطول، بطريقة غير عادية تجدها في السجلات الأمريكية.
كتب جون دوسكو سميث في كتابه «كنت عميلًا لوكالة المخابرات المركزية في الهند» أنه سلم الطرد إلى مواطن صيني يحتوي على القنابل الموقوتة المستخدمة في أميرة كشمير.
في عام 1958، تم تقييم برامج الهند النووية. هناك تكهنات من قبل خبراء المخابرات بأن وكالة المخابرات المركزية دبرت تحطم الطائرة الذي قتل فيه هومي جهانجير بهابها، العالم النووي الهندي.

## الستينيات
في عام 1965، فحص تقدير الاستخبارات الوطنية الخاص 31-1-65 سياسة الأسلحة النووية في الهند لما تبقى من الستينيات.من خلال القيام بذلك، فإنه يفحص القدرات التقنية للهند، والضغوط الخاصة ببرنامج الأسلحة، ومعارضة برنامج الأسلحة.القسم الأخير، «القرار الهندي»، يحاول تقييم حسابات قرار الهند ويلاحظ أن الهند قد تحاول تمثيل أي اختبار تحت الأرض على أنه لأغراض سلمية.
في عام 1966، نشر جريجوري دوجلاس، الصحفي الذي أجرى محادثات هاتفية مع العميل السابق في وكالة المخابرات المركزية روبرت كراولي لمدة أربع سنوات، كتابًا بعنوان محادثات مع الغراب.يدعي دوغلاس أن كرولي ألمح إلى أن وكالة المخابرات المركزية كانت مسؤولة عن اغتيال هومي جيه بهابها. وبحسب ما ورد قال كرولي إن قنبلة في قسم الشحن بالطائرة انفجرت في الجو، مما أسقط طائرة ركاب تجارية من طراز بوينج 707 في جبال الألب مع القليل من الآثار، ووصفها بأنها «حادث مؤسف».
عندما شكلت الهند وكالة الاستخبارات الخاصة بها جناح البحث والتحليل الهندي في عام 1968، عقد أول مدير لـ RAW ،RN Kao، اجتماعات مع نظرائه في وكالة المخابرات المركزية في الولايات المتحدة، بالإضافة إلى اس اي اس في المملكة المتحدة والاتحاد السوفيتي KGB.كان الكثير من الاتصالات ذات طابع سياسي في الأساس - ما يُعرف اليوم باسم `` دبلوماسية القناة الخلفية '' - لكن العمليات الخاصة لشركة جناح البحث والتحليل الهندي ووحدة SIGINT / IMINT، مركز أبحاث الطيران، تلقت مساعدة فنية من الولايات المتحدة مقابل الحصول على معلومات عن الصين.

## السبعينيات
من عام 1969 حتى عام 1974، عملت وكالة المخابرات المركزية ونظرائهم في المخابرات الباكستانية جنبًا إلى جنب مع إدارة نيكسون لدعم تمرد خالستان في البنجاب.
كانت أول تجربة نووية للهند (أطلق عليها اسم عملية بوذا المبتسم) في 18 مايو 1974 مفاجأة لمجتمع الاستخبارات الدولي، على الرغم من مناقشة البرنامج النووي العام والحوافز لبناء قنبلة.
أجرت الهند تجربة نووية تحت الأرض في موقع في الصحراء في بوخران - مما يجعلها سابع قوة نووية في العالم.كما اقترح محللو وكالة المخابرات المركزية في السابق، زعمت الهند أن الاختبار كان لأغراض سلمية. ينقل عنصر كلمة السر السرية للغاية هذا في نشرة المخابرات المركزية التقارير الصحفية والبيانات العامة لمسؤولين من الحكومات الأخرى، بما في ذلك باكستان، ويحتوي على تقييمات المحللين للآثار المترتبة على الصين.

## الثمانينيات
زعمت شيل بادرا ياجي أن وكالة المخابرات المركزية دبرت انتفاضة السيخ التي أدت لاحقًا إلى اغتيال إنديرا غاندي على يد حراسها السيخ.
في عام 1985، وفقًا لمجلة فرونت لاين ، حصلت وكالة الاستخبارات المضادة جناح البحث والتحليل الهندي على اعتراف من ضابط ميداني في تشيناي للاعتراف بأنه نقل معلومات حساسة إلى وكالة المخابرات المركزية والمخابرات السريلانكية.واجهته جناح البحث والتحليل الهندي بلقطات تظهره وهو يتواصل مع مواطن أمريكي على شاطئ في تشيناي وفي منتجع في ولاية كيرالا.سعت جناح البحث والتحليل الهندي إلى تشديد الأمن الداخلي بعد الشجار العام الذي اندلع في أعقاب الفضيحة.كانت قضية تشيناي محرجة بشكل خاص لأنها جاءت في أعقاب فضيحة تجسس أخرى شملت المخابرات الفرنسية والبولندية.
في عام 1987، عندما كانت قوة حفظ السلام الهندية (IPKF) في سريلانكا خلال الحرب الأهلية السريلانكية، اتصل بارانثان راجان بمسؤولي جناح البحث والتحليل الهندي. لفت انتباه مسؤولي المخابرات الهندية عندما شكل مجموعة سياسية، تامیلیلا ایکیا ویدوتالای مونانی.بالنظر إلى خلفيته، يشعر المراقبون بتحالف راجان مع كارونا[من؟] قد يكون من العمل اليدوي لشركةجناح البحث والتحليل الهندي.

## التسعينيات
في عام 1992، هددت وزارة الخارجية الأمريكية بفرض عقوبات اقتصادية على الهند بعد أن رفضت السماح للمخبرين الأمريكيين بالذهاب في مهمة تصوير جوي على طول الحدود الصينية الهندية.

## 2000s
تمت معالجة قدرات الصواريخ الباليستية الهندية في تقدير الاستخبارات الوطنية، الذي خلص إلى أن نيودلهي تعتقد أن خيار تسليم الصواريخ ذات القدرة النووية ضروري لردع باكستان عن استخدام الأسلحة النووية لأول مرة، وبالتالي الحفاظ على خيار شن حرب تقليدية محدودة ردًا على باكستان.الاستفزازات في كشمير أو في أي مكان آخر.تعمل الأسلحة النووية أيضًا كتحوط ضد المواجهة مع الصين.تنظر نيودلهي إلى تطوير الصواريخ الباليستية ذات القدرات النووية، وليس مجرد امتلاكها، كرموز لقوة عالمية ومكوِّن مهم للاعتماد على الذات.
حتى وقت قريب، كان جناح البحث والتحليل الهندي فقط هو المخوّل بإجراء اتصالات مع وكالات الاستخبارات الأجنبية - وكانت الوظيفة مقتصرة على قلة مختارة ضمن صفوفها.في ظل حكومة التحالف الوطني الديمقراطي، يمكن أن تتفاعل جناح البحث والتحليل الهندي و IB و DIA مع المنظمات النظيرة في البلدان الأخرى.على سبيل المثال، التقى نائب رئيس الوزراء السابق ادواني برئيسي وكالة المخابرات المركزية والموساد الإسرائيلي إلى جانب موظفي مكتب المخابرات. براجيش ميشرا، السكرتير الرئيسي السابق لرئيس الوزراء أتال بيهاري فاجبايي، معروف بأنه كان على اتصال مباشر مع رئيس المخابرات الباكستانية الداخلية أيضًا.في حين أن الاجتماعات في حد ذاتها ليست مناسبة، فإنها يمكن أن تؤدي إلى انهيار البروتوكولات - على سبيل المثال، أن ضباط المخابرات سيقابلون جهة اتصال أجنبية فقط في فرق مكونة من شخصين - والاختراق في نهاية المطاف. هناك القليل من الإشراف على هذه العملية، والتي كانت لها نتائج غير متوقعة وهي "تم الكشف عن مئات العملاء الهنود، وهو المصطلح الذي يستخدمه المحترفون لوصف الأفراد الذين تُعرف وظائفهم الحقيقية لمنظمات الاستخبارات الأجنبية.
تم وصف رابندر سينغ، في وسائل الإعلام الهندية، بأنه أحد أصول وكالة المخابرات المركزية داخل جناح البحث والتحليل (جناح البحث والتحليل الهندي)، جهاز المخابرات الوطني.ليس من الواضح ما إذا كان عضوًا في شبكة سرية أكبر من استخبارات بشرية سرية.تم تقديم الاقتراح بالفعل من قبل عدد من المراقبين المتميزين بأنه عمل كقناة أو انقطاع لعدد من «الأصول» الأمريكية ذات المكانة العالية التي تعمل في أعماق مجتمع الاستخبارات الهندي، والمراكز العسكرية والعلمية العاملة في المجال النووي وتطوير الصواريخ، وغيرها داخل المؤسسة السياسية.
كما تضمنت القضية مشاكل مع جهاز المخابرات، ووكالة الأمن الداخلي، واهتمام عام بثقة ضباط الأمن.
في عام 2002، زار سينغ الولايات المتحدة في إطار مبادرة اتصال تستند إلى مكافحة الإرهاب، وتعليم مهارات التفاوض بشأن الرهائن والتعامل مع الخاطفين.سينغ، مع ذلك، هو محلل جنوب شرق آسيا لا يعمل على قضايا الإرهاب.
في عام 2002، وهو العام الأخير الذي تتوفر عنه الأرقام، استضافت الولايات المتحدة 80 دورة لضباط من الهند، إلى جانب 17 دولة أخرى في آسيا وإفريقيا.رامان، المسؤول السابق عن البحث والمحلل في البحث والتطوير، يقول بي رامان: «لطالما كان التعاون والاتصال الاستخباري فوضويًا، لكننا لم نعد قادرين على تحمل الشعور بالرضا عن النفس».
اختفى سينغ من الهند في مايو 2004، وتقدم بطلب للحصول على اللجوء في الولايات المتحدة. ووصفته مجلة فرونت لاين الهندية الإخبارية بأنه "السكرتير المشترك الذي يتولى شؤون جنوب شرق آسيا" في جناح البحث والتحليل الهندي. جاء إلى جناح البحث والتحليل الهندي كرائد في الجيش الهندي، والذي "خدم بامتياز في أمريتسار خلال عملية بلوستار، هجوم مكافحة الإرهاب على المعبد الذهبي في عام 1984.في مرحلة ما بعد ذلك، جذب انتباه رؤسائه مرة أخرى، هذه المرة من خلال شراء وثائق سرية من الحكومة الأمريكية.
"يبدو أن مصدر رابندر سينغ كان أحد أقاربه، وهو مواطن أمريكي عمل لأكثر من عقدين مع الوكالة الأمريكية للتنمية الدولية (USAID).يُزعم أن قريب رابندر سينغ كان يزور الهند بانتظام في عمل رسمي، ويقيم أحيانًا في مقر إقامته.هذه العلاقة، كما يزعم محققو RAW، مكّنت رابندر سينغ من نقل الوثائق مع الحد الأدنى من خطر التعرض.
"في أوائل الثمانينيات، غادر نجل رئيس جناح البحث والتحليل الهندي آنذاك ناراسمهان الولايات المتحدة بعد بذل جهود للتواصل مع رئيس المخابرات من خلاله.حُرم نجل ناراسيمهان من تمديد التأشيرة، وعرض عليه تجديدها مقابل تعاونه مع أجهزة المخابرات الأمريكية.يقول أحد كبار مسؤولي جناح البحث والتحليل الهندي: "ليس كل شيء سيستجيب بمثل هذا الاستقامة".
تم تقديم اتهامات ضد سينغ في عام 2006.قالت تهم RAW إنهم حددوا موقع سينغ في نيوجيرسي ويجب أن تبدأ العملية لطلب تسليمه.وجاء في الشكوى «الآن، سوف نتحرك لتسليم سينغ من الولايات المتحدة».وكانت وزارة الداخلية قد لجأت في وقت سابق إلى قانون الأمن القومي وأصدرت أوامر بحجز ممتلكات سينغ.
بعد خسارة الالتماس الأول للجوء في الولايات المتحدة، فاز سينغ في الاستئناف.